# محمد الراشد
محمد الراشد (انگلیسی: Mohamed Al Rashed؛ زادهٔ ۱ ژانویهٔ ۱۹۹۴) بازیکن فوتبال اهل سودان است.
وی همچنین در تیم ملی فوتبال سودان بازی کرده‌است.